# Cmentarz żydowski w Iławie
Cmentarz żydowski w Iławie – powstał krótko po 1812 roku i zajmował obszar 0,44 ha. Został zdewastowany przez nazistów, a następnie zlikwidowany przez władze komunistyczne w latach 1975–1976. Ziemia wraz ze szczątkami pochowanych tam osób została wykorzystana do remontu stadionu IKS Jeziorak. Obecnie w jego miejscu znajduje się boisko treningowe IKS Jeziorak.